# ماتئو بوکوسه
ماتئو بوکوسه (انگلیسی: Matteo Bucosse؛ زادهٔ ۲۳ اکتبر ۲۰۰۲) بازیکن فوتبال است.